# ラナーク
ラナーク（英：Lanark）は、スコットランド・サウス・ラナークシャーのタウン。人口は9,000人。

## 歴史
町は中世より重要なマーケット・タウンとして機能してきた。1140年にスコットランド王デイヴィッド1世が、政府や税制に関連した商業上の特権を町に与えて、王室バラ (Royal Burgh) とした。

## 観光
- ニュー・ラナーク

## 出身人物
- ウォルター・スミス - サッカー選手
- コリン・マクレー - ラリードライバー